# Strobilanthes minor
Strobilanthes minor är en akantusväxtart som beskrevs av Talbot. Strobilanthes minor ingår i släktet Strobilanthes och familjen akantusväxter. Inga underarter finns listade i Catalogue of Life.